# هارتشير

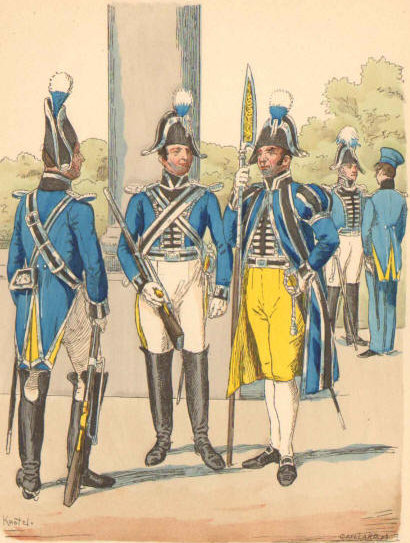
زي هارتشير البافاري قبل عام 1852

هارتشير  ( بصيغة المفرد : هارتشير ) في الغالب أعضاء في الحراسة البافارية قبل عام 1918، وهو الفرع العسكري التاريخي للدوقية السابقة والناخببية اللاحقين وأخيرًا مملكة بافاريا.

## التاريخ
وفقًا لـ Meyers Konversations-Lexikon، الكلمة الألمانية Hartschier مستمدة في الأصل من الكلمة الإيطالية arciere لـ نبالة،  ولكن قد يكون من الممكن أيضًا أن يكون لها جذور إسبانية.

## أعضاء بارزون
- Maximilian Graf Seyssel d'Aix ، Generalkapitän من عام 1837 إلى عام 1845
- كريستيان فر. von Zweibrücken ، Generalkapitän
- Leonhard Frhr. فون هوهينهاوزن ، Generalkapitän بعد عام 1861
- Siegmund von Pranckh ، Generalkapitän بعد عام 1876
- Maximilian Graf von Verri della Bosia ، Generalkapitän
- فيليكس غراف فون بوثمر ، آخر جنرال كابيتان من 1909 إلى 1918